# Stichopogon aequetinctus
Stichopogon aequetinctus är en tvåvingeart som beskrevs av Becker 1910. Stichopogon aequetinctus ingår i släktet Stichopogon och familjen rovflugor. Inga underarter finns listade i Catalogue of Life.